# Andrija Delibašić
Andrija Delibašić (en serbio: Андрија Делибашић; Nikšić, RFS Yugoslavia, 24 de abril de 1981-19 de marzo de 2025) fue un futbolista y entrenador de fútbol montenegrino que jugaba en el puesto de delantero centro.

## Trayectoria

### F. K. Partizan Belgrado
Andrija Delibašić se formó en el club de su ciudad natal, el FK Sutjeska de Nikšić, allí permaneció desde 1996 hasta 1998. En 1998 fichó por el FK Partizan Belgrado; en la temporada 1998/99 jugó en las categorías inferiores del club singidunense. Su debut en el primer equipo del Partizan fue en 1999, allí permaneció durante cinco temporadas en las que jugó 100 encuentros y anotó 47 goles. Con los sepultureros (como así se les conoce al Partizan), consiguió una Copa de Yugoslavia y dos campeonatos de la Meridijan Superliga, cabe reseñar que por entonces la primera Meridijan Superliga que consiguió era una competición del extinto país República Federal de Yugoslavia, y la segunda liga conseguida fue bajo el también extinto país de Serbia y Montenegro. Con el Partizan de Belgrado también fue asiduo con su club en competiciones europeas, en la temporada 2000/01 el equipo blanquinegro cayó en primera ronda ante el FC Oporto, en la campaña 2001/02 disputó Copa de la UEFA, el Partizan se enfrentó en la ronda clasificatoria contra el equipo andorrano FC Santa Coloma, posteriormente cayó eliminado en primera ronda ante el Rapid Viena. En la 2002/03 su equipo jugó la segunda ronda clasificatoria de Liga de Campeones ante el Hammarby IF sueco, y en tercera ronda clasificatoria cayó eliminado por el FC Bayern de Múnich; tras su eliminación de la Champions el Partizan accedió a la Copa de la UEFA en la que en primera ronda eliminó al Sporting Lisboa y en segunda ronda cayeron eliminados ante el Slavia Praga. En la temporada 2003/04 el Partizan tuvo un decente paso por la Liga de Campeones, en las rondas clasificatorias eliminó al Djurgårdens IF Fotboll y al Newcastle United FC y accedió a la fase de grupos en el que poco pudo hacer ante Real Madrid CF, FC Oporto y Olympique de Marsella.

### Real Mallorca y cesiones
En enero de 2004 fichó por el Real Mallorca por lo que restaba de temporada y cinco temporadas más. Andrija jugó en el equipo bermellón lo que restaba de la temporada 2003/04 y jugó la primera vuelta de la 2004/05, con un total en ambas temporadas de 29 partidos jugados y 7 goles anotados, hasta que fue cedido para concluir la temporada 2004/05 con el SL Benfica con el que ganó el máximo campeonato portugués.

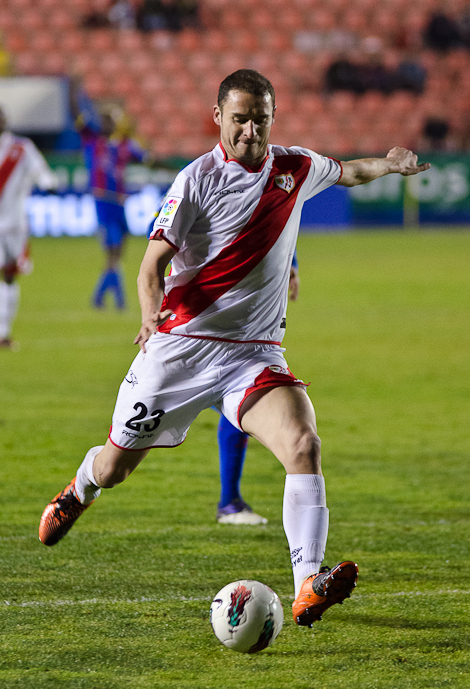
Andrija Delibašić en 2012

 Tras su paso por el Benfica el Mallorca lo volvió a ceder en la 2005/06 al SC Braga, el equipo quedó en cuarta posición y se clasificó para disputar la Copa de la UEFA. Posteriormente en agosto de 2006 tras realizar la pretemporada con el Real Mallorca se le volvió a ceder, esta vez al AEK de Atenas con el que jugó Liga de Campeones de la UEFA. La temporada no la terminó en el equipo ateniense y se marchó cedido al equipo portugués de SC Beira-Mar con el que salvó la categoría con dificultades. En la temporada 2007/08 volvió a ser cedido, esta vez a la Real Sociedad de Fútbol en lo que sería su primera aventura en Segunda División. En el equipo donostiarra jugó 33 partidos y marcó 6 goles en una temporada convulsa para el equipo, y que no consiguió el ascenso.

### Hércules C. F.
El 5 de agosto de 2008 se hizo oficial el fichaje de Delibasic por el Hércules CF de Segunda División de España. El jugador se desvinculó del Real Mallorca y fichó por dos temporadas con el equipo herculano. Tras conseguir el ascenso, se le acabó el contrato y acabó su etapa en el Hércules CF.

### Rayo Vallecano
El 19 de agosto de 2010 se anuncia oficialmente su fichaje por el Rayo Vallecano de Segunda División española. El jugador se desvinculó del Hércules C.F. al final de la temporada 2009/2010 tras haber logrado el ascenso a Primera División de España. El jugador firma por dos temporadas.

### Tailandia
El delantero montenegrino, exjugador de Rayo Vallecano (32 partidos, 11 como titular, 6 goles en la última Liga) superó las pruebas médicas y firmó contrato con el Ratchaburi FC tailandés, donde será dirigido por Ricardo Rodríguez, exentrenador del Girona.

### Problemas de salud
El 29 de marzo de 2023 reveló que padecía un tumor cerebral. Esto le provocó, finalmente, la muerte el 19 de marzo de 2025 a los 43 años.

## Selección nacional
Ha sido internacional con las categorías inferiores de la extinta Selección de fútbol de Serbia y Montenegro, con la que llegó a la final de la Eurocopa Sub-21 disputada en Alemania, también participó en los Juegos Olímpicos de Atenas. En la actualidad, tras la separación de Serbia y Montenegro, Delibasic es un habitual de la Selección de fútbol de Montenegro tras haber superado unas desavenencias iniciales con la federación montenegrina que le impidieron haber participado más con la selección del país balcánico.

### Participaciones en Eurocopas
| Eurocopa                | Sede     | Resultado  |
| ----------------------- | -------- | ---------- |
| Eurocopa Sub-21 de 2004 | Alemania | Subcampeón |

### Participaciones en Juegos Olímpicos
| Juegos      | Sede   | Resultado    |
| ----------- | ------ | ------------ |
| Atenas 2004 | Grecia | Primera fase |

## Clubes

### Jugador
| Club                   | País                  | Periodo   | Liga PJ (G) | Copa PJ (G) | Eur. PJ (G) |
| ---------------------- | --------------------- | --------- | ----------- | ----------- | ----------- |
| Partizan               | Bandera de Yugoslavia | 1999-2004 | 100 (48)    | (5)         | 12 (4)      |
| Real Mallorca          | Bandera de España     | 2004      | 29 (7)      |             |             |
| Benfica (Cedido)       | Bandera de Portugal   | 2005-2006 | 3 (0)       |             |             |
| Braga (Cedido)         | Bandera de Portugal   | 2006      | 10 (4)      |             |             |
| AEK (Cedido)           | Bandera de Grecia     | 2006-2007 | 10 (1)      |             |             |
| Beira-Mar (Cedido)     | Bandera de Portugal   | 2007      | 11 (1)      |             |             |
| Real Sociedad (Cedido) | Bandera de España     | 2007-2008 | 33 (6)      |             |             |
| Hércules               | Bandera de España     | 2008-2010 | 65 (20)     | 2 (0)       |             |
| Rayo Vallecano         | Bandera de España     | 2010-2013 | 81 (14)     | 4 (1)       |             |
| Ratchaburi             | Bandera de Tailandia  | 2014      | 7 (0)       |             |             |
| Sutjeska               | Bandera de Montenegro | 2015      | 2 (0)       |             |             |

### Entrenador
| Club                                 | País                  | Periodo   |
| ------------------------------------ | --------------------- | --------- |
| Partizan (2.º entrenador)            | Bandera de Serbia     | 2016-2018 |
| Budućnost Podgorica (2.º entrenador) | Bandera de Montenegro | 2018-2021 |
| FK Mornar Bar                        | Bandera de Montenegro | 2021-2023 |

## Palmarés

### Campeonatos nacionales
| Título              | Club                 | País       | Año       |
| ------------------- | -------------------- | ---------- | --------- |
| Copa de Yugoslavia  | FK Partizan Belgrado | Yugoslavia | 2000-2001 |
| Meridijan Superliga | FK Partizan Belgrado | Yugoslavia | 2001-2002 |
| Meridijan Superliga | FK Partizan Belgrado | Yugoslavia | 2002-2003 |
| Primera División    | SL Benfica           | Portugal   | 2004-2005 |
| Segunda División    | Hércules CF          | España     | 2009-2010 |